# Polska na Zimowym Pucharze Europy w Rzutach 2008
Polska na Zimowym Pucharze Europy w Rzutach 2008 – reprezentacja Polski podczas zawodów, które odbyły się 15 i 16 marca w Splicie, liczyła pięciu zawodników. 

## Występy reprezentantów Polski

### Mężczyźni
- Rzut dyskiem
  - Przemysław Czajkowski z wynikiem 56,08 zajął 5. miejsce w rywalizacji młodzieżowców
  - Michał Hodun z wynikiem 56,90 zajął 16. miejsce w rywalizacji seniorów

### Kobiety
- Rzut dyskiem
  - Joanna Wiśniewska z wynikiem 57,51 zajęła 7. miejsce
  - Agnieszka Jarmużek z wynikiem 53,72 zajęła 13. miejsce (2. miejsce w słabszej grupie B)

- Rzut młotem
  - Anita Włodarczyk z wynikiem 71,84 zajęła 1. miejsce